# Brésil aux Jeux olympiques d'hiver de 1994
Le Brésil participe aux Jeux olympiques d'hiver de 1994 à Lillehammer en Norvège.
La délégation brésilienne est composée d'un seul athlète, le skieur Lothar Christian Munder. Elle n'obtient aucune médaille durant ces jeux olympiques.
Le porte-drapeau lors de la cérémonie d'ouverture est le skieur Lothar Christian Munder

## Délégation
Le tableau suivant montre le nombre d'athlètes brésiliens dans chaque discipline :
| Sport     | Hommes | Femmes | Total |
| --------- | ------ | ------ | ----- |
| Ski Alpin | 1      | 0      | 1     |
| Total     | 1      | 0      | 1     |

## Résultats

### Ski alpin
| Athlète                 | Épreuves | Course 1 | Course 1 | Course 2 | Course 2 | Total         | Total |
| Athlète                 | Épreuves | Temps    | Rang     | Temps    | Rang     | Temps         | Rang  |
| ----------------------- | -------- | -------- | -------- | -------- | -------- | ------------- | ----- |
| Lothar Christian Munder | Descente | NC       | NC       | NC       | NC       | 1 min 56 s 48 | 50e   |